# Power Rangers Samurai
Power Rangers Samurai è la sedicesima serie del franchise Power Rangers, ed è un adattamento della serie tokusatsu e dorama giapponese Samurai Sentai Shinkenger.
La serie ha debuttato negli Stati Uniti sui canali Nickelodeon e TeenNick il 7 febbraio 2011, mentre in Italia è stata trasmessa su Italia 1 a partire dall'11 settembre 2011, con repliche e ulteriori episodi in onda sul canale Boing.
La serie è divisa in due stagioni: la prima è stata trasmessa nel 2011, seguita nel 2012 dalla seconda stagione, intitolata Power Rangers Super Samurai. Con questa stagione, la produzione delle serie del franchise Power Rangers è tornata sotto la gestione del Saban Capital Group, successore della Saban Entertainment, la società che aveva prodotto le serie in precedenza, prima di un periodo in cui la produzione era passata a Disney. La parentesi Disney era iniziata nel 2002 con Power Rangers Wild Force e si era conclusa con la precedente Power Rangers RPM

## Trama
I Samurai Ranger (il Red Ranger Jayden, il Red Ranger Lauren, il Blue Ranger Kevin, la Pink Ranger Mia, il Green Ranger Mike, la Yellow Ranger Emily e il Gold Ranger Antonio) combattono contro Master Xandred e il suo esercito di Nighlok. Questi ultimi mirano a inondare il pianeta con le acque del fiume Sanzu, con l'obiettivo di annientare la civiltà umana.

## Episodi
| Stagione         | Episodi | Prima TV originale | Prima TV Italia |
| ---------------- | ------- | ------------------ | --------------- |
| Prima stagione   | 24      | 2011               | 2011            |
| Seconda stagione | 22      | 2012               | 2012            |
| Speciali         | 6       | 2011-2012          | 2012-2014       |

## Personaggi

### Ranger

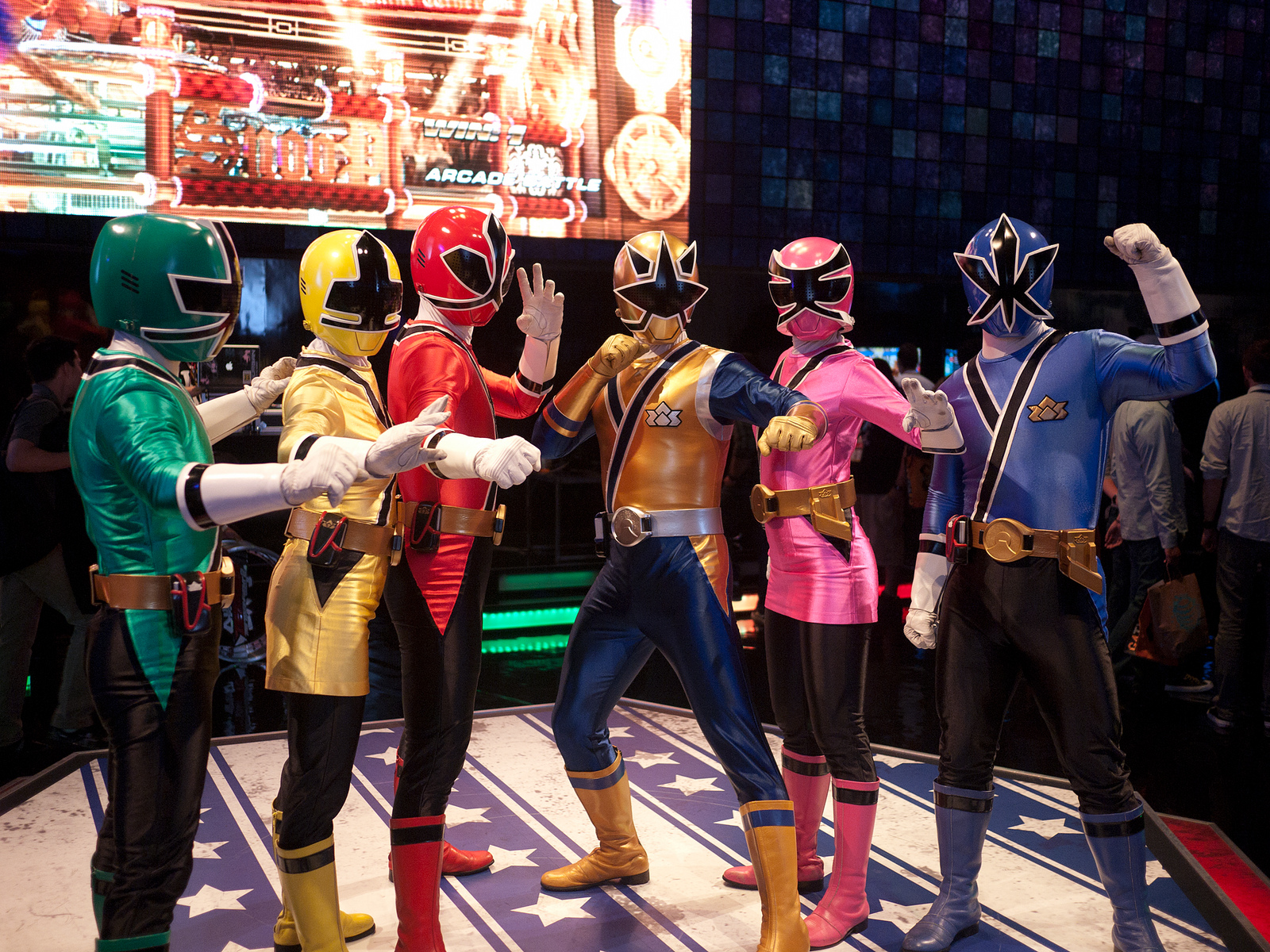
Costumi della serie indossati da fan durante un festival.

- Jayden Shiba/Red Samurai Ranger, interpretato da Alex Heartman e doppiato da Paolo De Santis.
Jayden è il figlio dell'ultimo Red Ranger, colui che intrappolò Master Xandred nel fiume Sanzu. Custodisce un segreto che nasconde agli altri Ranger. È una persona calma, seria e amichevole. Deker lo considera un bersaglio primario.
- Kevin Douglas/Blue Samurai Ranger, interpretato da Najee De-Tiege e doppiato da Ruggero Andreozzi.
Kevin è il vice-comandante della squadra e nutre una profonda ammirazione per Jayden. In passato, prima di dedicarsi alle arti marziali e diventare uno spadaccino, aspirava a essere un nuotatore olimpico, seguendo le orme del padre, suo allenatore. Nonostante le frequenti discussioni con Mike, i due sono ottimi amici.
- Mike Fernandez/Green Samurai Ranger, interpretato da Hector David Jr. e doppiato da Massimo Di Benedetto.
Mike è il membro ribelle del gruppo e un appassionato di videogiochi. Ha una simpatia per Emily.
- Emily Stewart/Yellow Samurai Ranger, interpretata da Brittany Anne Pirtle e doppiata da Loretta Di Pisa.
Emily è diventata una Power Ranger per caso, sostituendo la sorella Serena, che era malata. È la più giovane e innocente del gruppo, e la sua compagnia è sempre piacevole. Ricambia la simpatia di Mike.
- Mia Watanabe/Pink Samurai Ranger, interpretata da Erika Fong e doppiata da Gea Riva.
Mia si comporta come una sorella maggiore per il resto della squadra. Crede di essere una cuoca eccellente, anche se non sempre i risultati le danno ragione.
- Antonio Garcia/Gold Samurai Ranger, interpretato da Steven Skyler e doppiato da Renato Novara.
Antonio è un viaggiatore e un pescatore appassionato. Amico d'infanzia di Jayden, ha atteso a lungo il momento di diventare un Power Ranger.
- Lauren Shiba/Red Samurai Ranger, interpretata da Kimberley Crossman e doppiata da Patrizia Mottola
Lauren è la sorella maggiore di Jayden e la legittima Red Ranger. È rimasta nascosta per perfezionare il controllo del simbolo in grado di intrappolare definitivamente Master Xandred.

### Alleati
- Mentor-Ji, interpretato da Rene Naufahu e doppiato da Dario Oppido.
È il saggio mentore e maestro dei Samurai Ranger, responsabile della loro guida e del loro addestramento.
- Bulk e Spike, interpretati da Paul Schrier e Felix Ryan e doppiati da Luca Ghignone e Flavio Arras.
Bulk, personaggio presente fin dalle prime serie di Power Rangers fino a Power Rangers Lost Galaxy, è affiancato in questa stagione da Spike, figlio del suo storico compagno Skull.
- Serena, interpretata da Jacinda Stevens.
È la sorella maggiore di Emily e la Yellow Samurai Ranger designata. Tuttavia, a causa di una malattia, non ha potuto adempiere al suo ruolo, affidando di conseguenza lo Zord Scimmia Mobile alla sorella minore.
- Daisuke, interpretato da Grant McFarland.
È il monaco custode del tempio Tengen Gate, un luogo sacro eretto sul sito in cui il primo Red Samurai Ranger sconfisse i Nighlok in passato.

### Antagonisti
- Master Xandred, doppiato in originale da Jeff Szusterman e in italiano da Stefano Albertini.
Crudele e malvagio, Master Xandred è il capo indiscusso dei Nighlok, determinato a distruggere l'umanità.
- Dayu, doppiata in originale da Kate Elliott e in Italiano da Cinzia Massironi.
Fedele seguace di Master Xandred, Dayu è una Nighlok dall'aspetto umanoide che porta sempre con sé uno shamisen, uno strumento musicale tradizionale giapponese.
- Octoroo, doppiato in originale da Jeff Szusterman e in italiano da Daniele Demma.
Leale consigliere di Master Xandred, Octoroo è un mostro anziano il cui aspetto ricorda figure mitologiche come Cthulhu e divinità orientali come Fukurokuju.
- Deker, interpretato da Ricardo Medina Jr. e doppiato da Lorenzo Scattorin.
Deker è un abile spadaccino, dalla doppia natura umana e Nighlok, tormentato dalla sua condizione.
- Serrator, doppiato in originale da Derek Judge e in italiano da Gianluca Iacono.
Serrator è un potente Nighlok, responsabile della trasformazione di Dayu e Deker. Fu lui a proporre un patto a Dayu: una vita da Nighlok in cambio della sopravvivenza di Deker, condannando quest'ultimo a una esistenza ibrida, metà umano e metà Nighlok, e privandolo dei suoi ricordi. L'obiettivo di Serrator è aprire una faglia tra il mondo umano e il Netherworld per dominarli entrambi. Per raggiungere questo scopo, tenta di usare l'Armonium di Dayu, un oggetto in grado di incanalare la sofferenza di chi appartiene a entrambi i mondi. Questo piano fallisce a causa dell'intervento di Master Xandred. Successivamente, Serrator cerca di manipolare Deker, convincendolo a usare la spada maledetta Uramasa per aprire il varco dimensionale, promettendogli la fine della sua maledizione. Tuttavia, Deker rifiuta, affermando di non condividere l'odio di Serrator per l'umanità e lo sconfigge. Serrator viene infine distrutto definitivamente dai Power Rangers. Nonostante la sua sconfitta, gli effetti dei suoi malefici su Dayu e Deker persistono. Serrator combatte con uno scettro, che usa anche per la magia, e può trasformare le mani in artigli affilati e capaci di scagliare fulmini. Si autodefinisce "il più grande dei traditori"..

### Mostri usati
- Moogers: Soldati semplici dell'esercito Nighlok, i Moogers sono creature umanoidi armate di spada, utilizzate principalmente come fanteria per distrarre i Power Rangers e sferrare attacchi di massa.
- Moogers Giganti: Versioni ingigantite dei Moogers standard, queste creature mantengono la stessa funzione di fanteria, ma sono dotate di lance al posto delle spade, aumentando la loro portata e potenza d'attacco.
- Moogers Volanti: Variante aerea dei Moogers, dotata di ali, i Moogers volanti rappresentano una minaccia più insidiosa per i Power Rangers, capaci di attacchi dall'alto e di maggiore mobilità sul campo di battaglia.
- Moogers Giganti Volanti: Combinazione delle caratteristiche dei Moogers Giganti e Volanti, queste creature rappresentano l'unità di fanteria aerea più potente dei Nighlok, unendo la resistenza e la potenza dei giganti alla mobilità aerea.
- Spitfangs: Mostri zoomorfi dall'aspetto di teste di drago bipedi, gli Spitfangs attaccano sputando palle di fuoco dalle fauci, fungendo da unità di supporto a distanza per l'esercito Nighlok.
- Spitfangs Giganti: Versioni giganti e potenziate degli Spitfangs standard, queste creature mantengono la capacità di lanciare palle di fuoco, ma con maggiore potenza e gittata, rappresentando una minaccia più seria sul campo di battaglia.
- Papyrox: Mostri unici evocati esclusivamente da Serrator tramite speciali fogli di carta nera. Una volta lanciato, il foglio si materializza in un Papyrox, un guerriero dall'aspetto austero, con corpo bianco candido, mantello nero e spada bianca. I Papyrox agiscono come servitori speciali di Serrator, utilizzati per missioni specifiche e combattimenti diretti.

## Arsenale
- Samuraizer: Il Samuraizer è il morpher e dispositivo di comunicazione multifunzione dei Samurai Ranger (ad eccezione di Antonio). Pronunciando la frase "Samuraizer! Forza Samurai!" e disegnando nell'aria il kanji corrispondente al proprio elemento, i Ranger attivano la trasformazione. Il Samuraizer funge anche da dispositivo per richiamare i FoldingZord e per attivare la Modalità Mega durante il pilotaggio degli Zord.
- Samuraizer Dorato: Un Samuraizer personale appartenente a Mentor-Ji, che lo utilizza per comunicare con i Ranger e per sfruttare il Potere dei Simboli, sebbene non per trasformarsi.
- Shiba Morpher: Un Samuraizer speciale, tramandato dal padre di Jayden e Lauren alla figlia, designata come erede al ruolo di Red Ranger. Questo morpher si distingue per la capacità di piegarsi verticalmente, assumendo la forma di un pennello, e fu utilizzato da Lauren durante il suo addestramento segreto per padroneggiare il Simbolo del Sigillo.
- Samurai Morpher: Il Samurai Morpher è il morpher e dispositivo di comunicazione esclusivo di Antonio Garcia, il Gold Ranger. La trasformazione si attiva pronunciando la frase "Samurai Morpher, Gold Power!". Simile per funzionalità ai Samuraizer standard, il Samurai Morpher si differenzia per l'inserimento dei kanji, che avviene tramite "digitazione" anziché proiezione gestuale.
- Spada Rotante: L'arma standard dei Samurai Ranger (escluso Antonio), la Spada Rotante è una spada versatile che può essere trasformata in diverse armi specifiche per Ranger tramite l'inserimento di Dischi Potere.
- Tempesta di Fuoco:  La zanbato personale del Red Ranger, la Tempesta di Fuoco, è un'arma potente e distintiva.
- Il Red Ranger ha la capacità di convertire la Tempesta di Fuoco in un cannone energetico, alimentato dai Dischi Zord ausiliari. Il Disco Zord principale viene posizionato vicino all'elsa, mentre i Dischi Potere degli altri Ranger fungono da propellenti, conferendo al colpo la forma dello Zord associato al disco principale. Nell'episodio finale, Jayden ha dimostrato la capacità di evocare una seconda Tempesta di Fuoco utilizzando il Double Disc.
- Arco d'Acqua: L'arma personale del Blue Ranger, un arco preciso e potente.
- Lancia della Foresta:  L'arma personale del Green Ranger, una lancia versatile adatta al combattimento ravvicinato e a distanza.
- Girandola Terrestre: L'arma personale della Yellow Ranger, uno shuriken affilato e maneggevole.
- Ventaglio del Cielo: L'arma personale della Pink Ranger, un ventaglio da combattimento elegante e letale.
- Lama Barracuda: L'arma esclusiva di Antonio, la Lama Barracuda, ha la forma di un barracuda e consente attacchi fulminei e invisibili a occhio nudo. Il suo attacco finale, il "Morso del Barracuda", consiste in una rapida serie di colpi energetici.
- Mega Lama: Quando un Ranger attiva la Modalità Mega per pilotare il proprio Zord, la Spada Rotante si trasforma automaticamente nella Mega Lama, l'interfaccia di controllo principale all'interno della cabina di pilotaggio.
- Spada Squalo: Inserendo il Disco Squalo in una Spada Rotante o nella Nitro Sword (arma del Red Ranger RPM in crossover), queste si trasformano nella Spada Squalo. Questa potente spada permette a un Samurai Ranger o al Red Ranger RPM di accedere alla Modalità Squalo, e possiede la capacità di estendersi notevolmente e di "mordere" i nemici con la sua "bocca" animata. Ingrandita in Modalità Attacco Squalo Mega, la Spada Squalo può combinarsi con il Megazord Samurai per attacchi potenziati.
- Scatola Nera: Un talismano creato dal primo Red Samurai Ranger, ma incompleto fino alla sua riscoperta. La Scatola Nera ha la capacità di amplificare il Potere dei Simboli combinato di tutti i Ranger. Agganciata alla Spada Rotante, permette ai Samurai Ranger di accedere alla Modalità Super, incrementando significativamente la loro potenza.
- Bullzooka: Un potente bazooka alimentato dal Disco Toro, basato sullo Zord Toro. Il Super Bullzooka si ottiene combinando il Bullzooka, la Spada Rotante e la Scatola Nera, risultando in un'arma di potenza devastante utilizzabile da qualsiasi Ranger in Modalità Super. Il Bullzooka può anche combinarsi con la Mega Lama per formare la Lancia dello Shogun, un'arma da mischia utilizzabile da qualsiasi Ranger in Modalità Shogun.
- Shogun Buckle: La Shogun Buckle è una componente dell'armatura visibile nelle Modalità Super Mega e Attacco Squalo Mega, attivata dall'uso della Scatola Nera o del Disco Squalo. Sebbene svolga una funzione simile alla Disk Buckle nelle Modalità Super e Mega, l'inserimento del Disco Shogun nella Shogun Buckle permette ai Ranger di accedere alla Modalità Shogun, una forma di potenziamento ancora superiore.

## Trasmissioni internazionali
| Stato               | Canale | Premiere Data     |
| ------------------- | --- | ----------------- |
| Stati Uniti         | Nickelodeon, TeenNick, MTV, Nick at Nite, MTV2, CBS                                                                                            | 7 febbraio 2011   |
| Regno Unito         | Nickelodeon, Channel 5, Kix, MTV, Nick at Nite, VIVA, TMF, ITV, MTV Shows, 5Star, Adult Swim                                                   | 7 maggio 2011     |
| Canada              | Nickelodeon, Citytv, CTV, YTV, CTV Sci-Fi Channel‚ MTV, Global, Teletoon, Teletoon at Night                                                    | 11 febbraio 2011  |
| Francia             | Gulli, Canal J, M6, Nickelodeon, Nickelodeon 4Teen, MTV, Nickelodeon Teen, Adult Swim                                                          | 16 aprile 2011    |
| Nuova Zelanda       | Four, Nickelodeon, MTV | 27 giugno 2011    |
| Australia           | Nickelodeon, MTV | 2 luglio 2011     |
| Australia           | Go!, Network 10, Eleven | 17 luglio 2011    |
| India               | Sonic, Nickelodeon, MTV, TeenNick | 2012              |
| Israele             | Arutz HaYeladim, Nickelodeon, TeenNick | 3 luglio 2011     |
| Argentina           | Nickelodeon, Nick at Nite, MTV, TeenNick | 11 luglio 2011    |
| Brasile             | Nickelodeon, Nick at Nite, MTV, TeenNick | 11 luglio 2011    |
| Cile                | Nickelodeon, Nick at Nite, MTV, TeenNick | 11 luglio 2011    |
| Colombia            | Nickelodeon, Nick at Nite, MTV, TeenNick | 11 luglio 2011    |
| Ecuador             | Nickelodeon, Nick at Nite, MTV, TeenNick | 11 luglio 2011    |
| Perù                | Nickelodeon, Nick at Nite, MTV, TeenNick | 11 luglio 2011    |
| Venezuela           | Nickelodeon, Nick at Nite, MTV, TeenNick | 11 luglio 2011    |
| Germania            | Nickelodeon, MTV, VIVA, Nick nach acht, RTL, MTV2 Pop, Nicknight                                                                               | 13 agosto 2011    |
| Croazia             | Nickelodeon, MTV, CNBC-e, Kidz TV | 5 agosto 2011     |
| Turchia             | Nickelodeon, MTV, CNBC-e, Kidz TV | 15 agosto 2011    |
| Paesi Bassi         | Nickelodeon, TeenNick, MTV, TMF | 3 agosto 2011     |
| Rep. Ceca           | Nickelodeon, MTV, VIVA, Paramount Channel, RTL Spike, TeenNick                                                                                 | 8 ottobre 2011    |
| Romania             | Nickelodeon, MTV, VIVA, Paramount Channel, RTL Spike, TeenNick                                                                                 | 8 ottobre 2011    |
| Ungheria            | Nickelodeon, MTV, VIVA, Paramount Channel, RTL Spike, TeenNick                                                                                 | 8 ottobre 2011    |
| Polonia             | Nickelodeon, MTV, VIVA, Paramount Channel, RTL Spike, TeenNick                                                                                 | 8 ottobre 2011    |
| Russia              | Nickelodeon, MTV, VIVA, Paramount Channel, RTL Spike, TeenNick                                                                                 | 8 ottobre 2011    |
| Singapore           | Okto, Nickelodeon, MTV | 22 ottobre 2011   |
| Spagna              | Nickelodeon, MTV, Boing | 12 novembre 2011  |
| Grecia              | Nickelodeon, MTV, Rise TV, TeenNick | 20 novembre 2011  |
| Malaysia            | TV2, Nickelodeon, MTV | febbraio 2012     |
| Italia              | Nickelodeon‚ Italia 1, TeenNick‚ Boing‚ MTV, Paramount Network, Spike                                                                          | 11 settembre 2011 |
| Iran                | MBC Persia |                   |
| Egitto              | Mix One |                   |
| Arabia Saudita      | MBC 4, MBC Action, MTV Middle East, MBC Persia, Dubai One, Space Power TV, MBC+ Variety, MBC Variety, Nickelodeon Arabia, TeenNick Arabia, OSN | 17 marzo 2012     |
| Emirati Arabi Uniti | MBC 4, MBC Action, MTV Middle East, MBC Persia, Dubai One, Space Power TV, MBC+ Variety, MBC Variety, Nickelodeon Arabia, TeenNick Arabia, OSN | 17 marzo 2012     |